# كوكونيسي
كوكونيسي (باليونانية: Κουκονήσι)‏ هي جزيرة صغيرة تقع في ميناء مودروس، غرب منطقة بوليخني الأثرية، ضمن جزيرة ليمنوس في بحر إيجة. تشتهر هذه الجزيرة بأنها موقع أثري ذو أهمية كبيرة، حيث عثر فيها على مستوطنات محفوظة بشكل جيد تعود إلى العصر البرونزي الأوسط (2000 قبل الميلاد - 1650 قبل الميلاد).
تشير الاكتشافات الأثرية إلى أن سكان كوكونيسي كانوا يتمتعون بروابط تجارية وثيقة مع مناطق مختلفة، بما في ذلك آسيا الصغرى، والجزر الأخرى في بحر إيجة، وكذلك مع البر الرئيسي لليونان. عثر علماء الآثار أيضًا على فخار ميسيني يعود إلى أواخر القرن الثالث عشر قبل الميلاد، مما يشير إلى احتمال وجود مستوطنة دائمة في الجزيرة خلال الفترة التي تزامنت مع حصار طروادة.